# Molär entropi
Den molära entropin beskrivs av entropin av hos en mol av ett specifikt ämne. Storheten beskrivs vanligtvis med S0 och anges i enheten J/(mol·K) (joule per mol-kelvin). Den molära entropin beskriver sannolikheten för vissa tillstånd, eller mer formellt sagt, oordningen, i ett mol av ett kemiska systemet och indikerar under vilka förhållanden reaktionen sker utan tillförsel av energi. Den molära entropin är en tillståndsfunktion och då endast beroende av systemets tillstånd, bland annat tryck och temperatur. Den kan inte mätas med olika metoder.

## Historia
Fenomenet entropi uppmärksammades främst av den tyska forskaren Rudolf Clausius. Idén om att entropi är ett mått på ett systems oordning förstärktes i senare år av den amerikanska forskaren Claude Shannon, på sent 1920-tal. Viktigt att nämna är att Shannons arbete möjliggjordes av tidigare framstående forskare såsom Ludwig Boltzmann och Max Planck. För att underlätta och utveckla entropins användningsområden introducerades under senare år begreppet “molär entropi”. 
Idag utnyttjas molära entropin i flera naturvetenskaplig inriktningar, bland annat inom generell kemi, fysikalisk kemi och termodynamik. 

## Tabeller
Ämnes molära entropi följer de två första termodynamiska huvudsatserna. Den första beskriver energiprincipen och den andra förklarar hur universum strävar efter en större entropi. Matematiska samband innehållande den molära entropi används främst för att visualisera irreversibiliteten av en termodynamisk process.

### Tabell över kända molära entropier
Den molär entropi är entropin av ett mol utgjord av ett specifikt ämne i med trycket 1 atm (101.3 kPa). Denna beskrivs ofta med Sm°.
Tabell: Visar de molära entropin för ett visst ämne i trycket 1 atm och temperaturen 25℃ (för en mer fullständig  tabell se källa 4)
| Ämne (fasta) | S0m/JK-1mol-1 | Ämne (gaser) | S0m/JK-1mol-1 | Ämne (flytande) | S0m/JK-1mol-1 |
| Si           | 18,8          | H2           | 130,7         | Hg              | 76,0          |
| Ge           | 31,1          | HCl          | 186,9         | H2O             | 69,9          |
| Pb           | 64,8          | HBr          | 198,7         | Br2             | 152,2         |
| Li           | 29,1          | N2           | 191.6         | CH3OH           | 126,8         |
| Na           | 51,2          | O2           | 205,1         | C2H5OH          | 160,7         |
| Rb           | 69,5          | CO2          | 213,7         |                 |               |
| KCl          | 82,6          | NO2          | 240,1         |                 |               |
| MgO          | 26,9          | SO2          | 248,2         |                 |               |
| NaCl         | 72,1          | O3           | 238,9         |                 |               |

## Formler och samband
Det finns matematiska samband för reaktioners entropi, med hjälp av reaktanternas och produkternas molära entropi. Är dessa givna går det att beräkna skillnaden i molär entropi med hjälp av formeln nedan.
ΔS=ΣnpS0produkter-ΣnrS0reaktanter
Där np är antalet atomer eller molekyler i produkten, nr är antalet atomer eller molekyler i reaktanten och S0 är den molära entropin för respektive produkt och reaktant. 
Är antalet atomer eller molekyler mindre på produktsidan bör således S0 vara positiv, och tvärtom.
Förenklat är S0> 0 när:

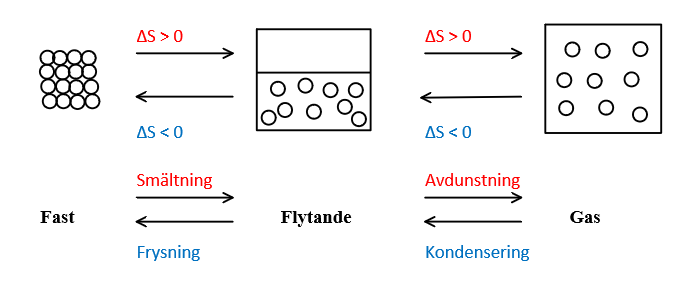
Beskriver hur den molära entropin förhåller sig till olika aggregationstillstånden

- När fasta reaktanter blir till flytande och gasformiga produkter
- Flytande produkter blir till gasformiga reaktanter
- Mindre partiklar blir till större

Förenklat är S0< 0 när:
- Gasformiga eller flytande reaktanter blir till fasta produkter
- Gasformiga reaktanter blir till flytande produkter
- Större partiklar blir till mindre
- Det finns fler mol gas i produkterna än i reaktanterna

Sambandet ovan kan också motiveras med logiska resonemang. Bland annat att mer komplexa kemiska sammansättningar har högre molär entropi då det finns fler möjliga arrangemang av atomer i rymden. Gaser tenderar också att ha högre molär entropi än de resterande aggregationstillstånd på grund av samma anledning som ovan.  
Stora skillnader i molär entropi sker vid fasförändringar då det leder till plötsliga ökande eller minskande av molekylär rörlighet samt volym tillgångar. Att ett ämnes molära entropi blir negativ när reaktanterna har större molär entropi än produkten går faktiskt inte mot termodynamikens andra lag. Detta då Beräkningarna utförs i ett isolerat system och generellt kan detta beskrivas med att Sgas>Sfast>Sflytande>Sfast. 